# Устьянский сельсовет (Локтевский район)
Устьянский сельсовет — муниципальное образование со статусом сельского поселения и административно-территориальное образование в Локтевском районе Алтайского края России. Административный центр — село Устьянка.

## Демография
По результатам Всероссийской переписи населения 2010 года, численность населения муниципального образования составила 991 человек, в том числе 476 мужчин и 515 женщин. Оценка Росстата на 1 января 2012 года — 945 человек.

## Населённые пункты
В состав сельского поселения входит один населённый пункт — село Устьянка.